# Fundación Parque Aeronáutico de Cataluña
La Fundación Parque Aeronáutico de Cataluña es una entidad privada de carácter cultural y sin ánimo de lucro con sede en el Aeropuerto de Sabadell, España.
Fue fundada en el año 1997 por un grupo de personas con la voluntad de impulsar en Cataluña la conservación del patrimonio y divulgación de la aeronáutica. Se realizan exhibiciones de aviones de época el tercer domingo de cada mes a partir de las 10:00 horas durante los meses de primavera y otoño. La entrada es gratuita.

## Objetivos
- La recopilación, restauración, mantenimiento de todo el material aeronáutico posible para asegurar su conservación.
- La creación del Museo Aeronáutico de Cataluña para divulgar la cultura, la ciencia, la técnica y la historia aeronáutica.
- La organización de actividades y acciones de carácter cultural, divulgativa y educativa a fin de dar a conocer la aeronáutica en todas sus especialidades a un público lo más amplio posible.
- Efectuar exhibiciones periódicas de aeronaves históricas para el público en general. Relacionarse con las administraciones públicas, entidades u otras fundaciones similares, con tal de sumar esfuerzos en la recuperación de aviones históricos de España.
- Salvar y ampliar el patrimonio aeronáutico de Cataluña en particular, y el de España en general.

## Fondos

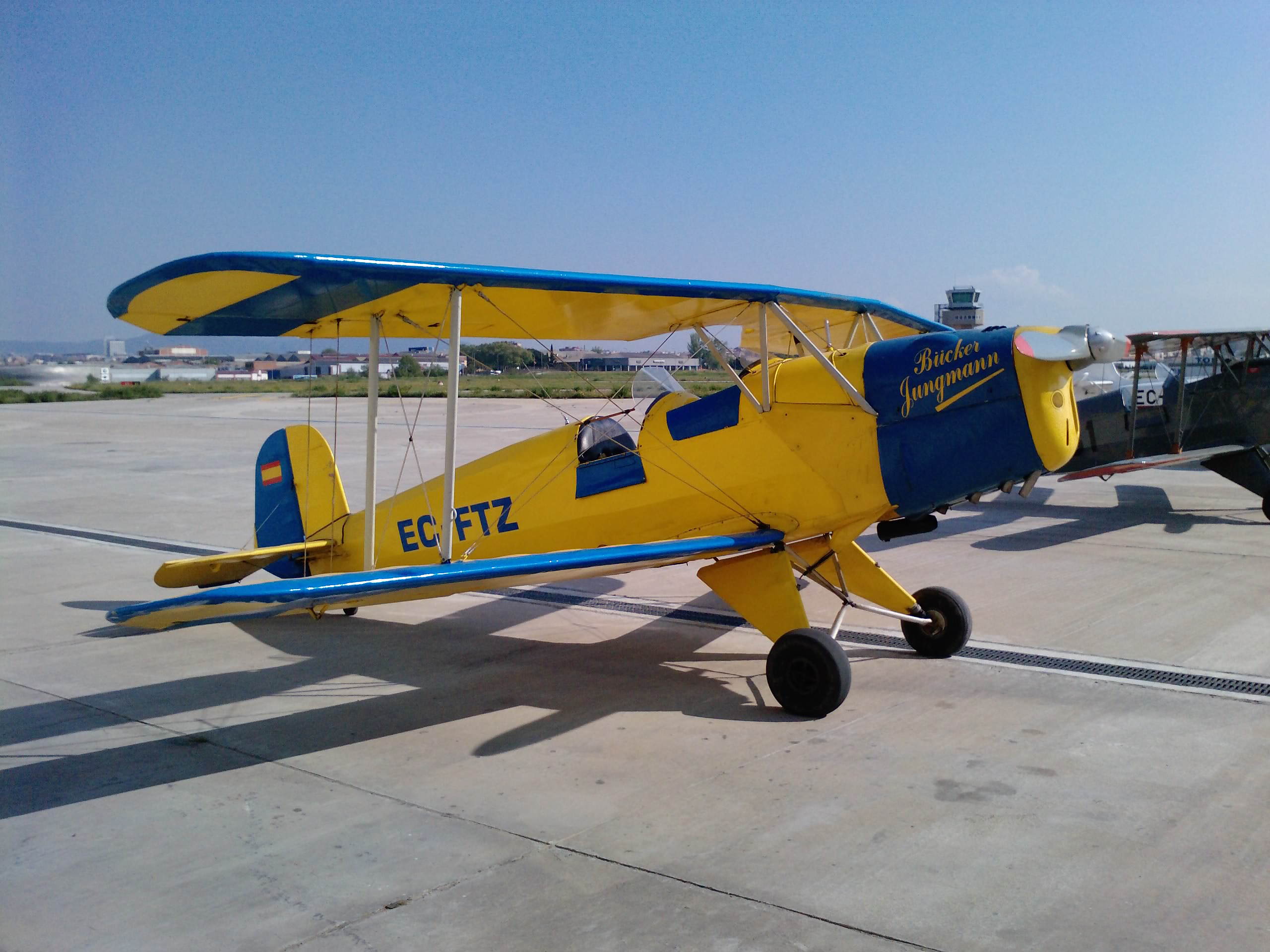
Bücker Bü 131

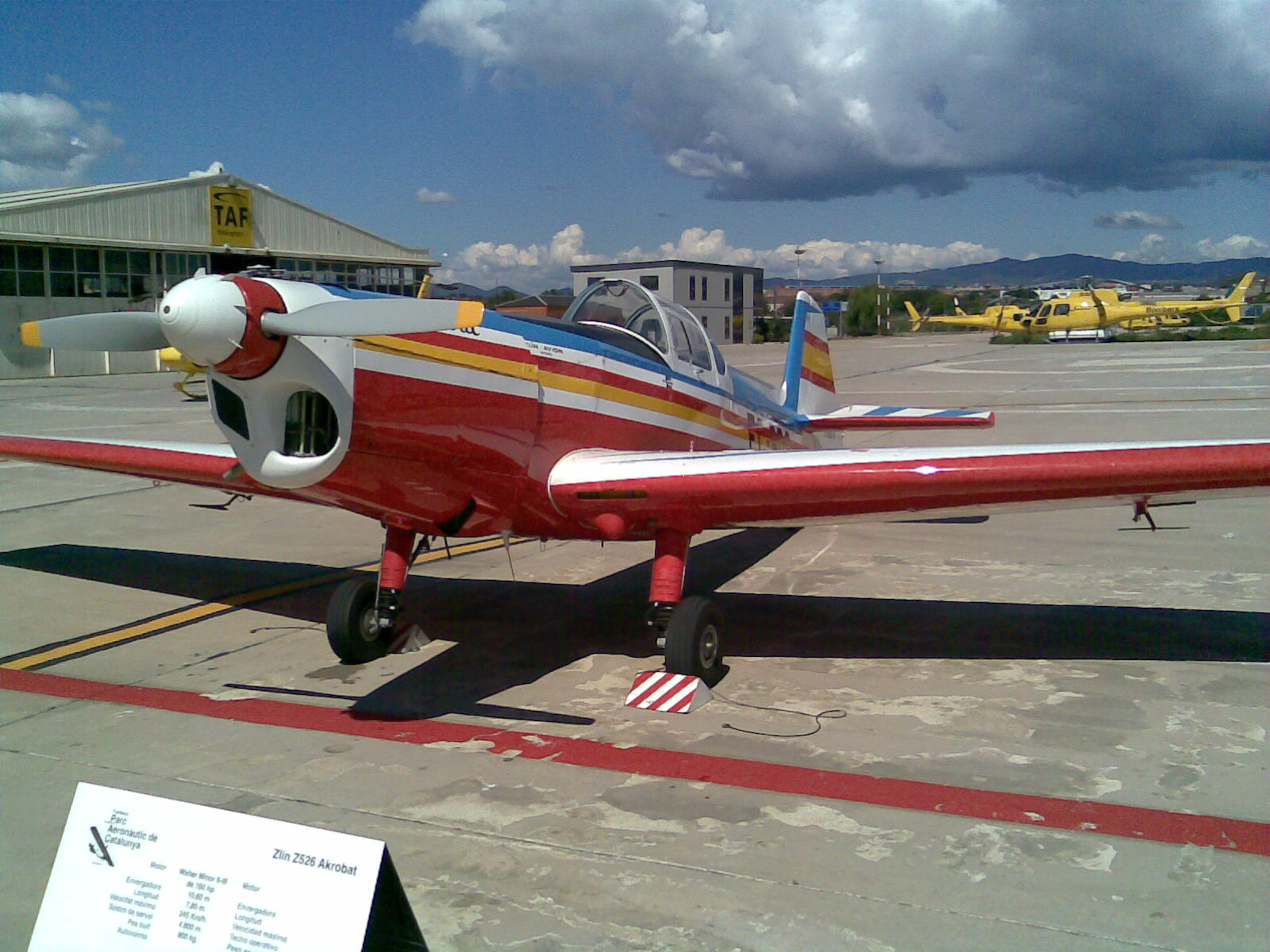
Zlin 526

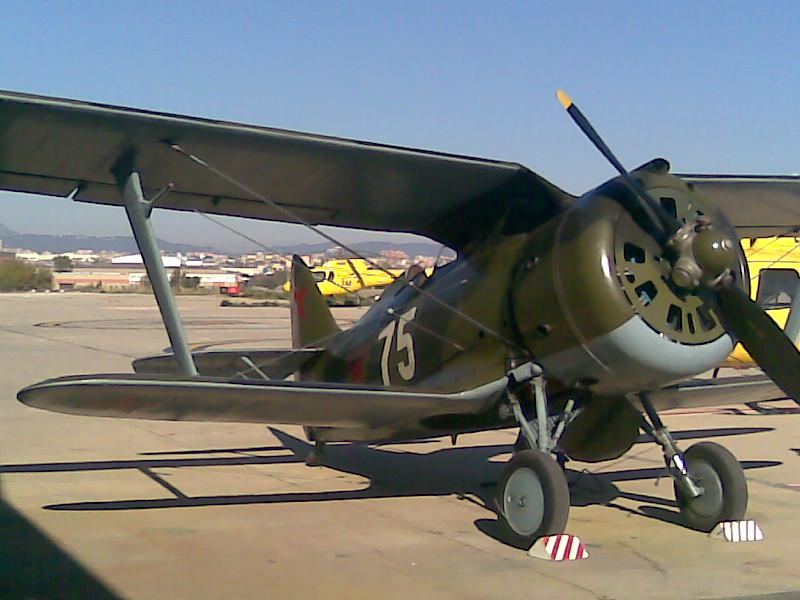
Polikarpov I-153

En diciembre de 2016 la FPAC cuenta con 35 tipos de aeronaves diferentes.
- Aerotécnica AC-12 Pepo
- Aisa I-11B Vespa
- AISA I-115 Garrapata
- Antonov An-2
- Augusta Bell 47 G-2
- Auster Autocrat
- Beechcraft T-34 Mentor
- Boeing 75 Stearman
- Bücker Bü 131 Jungmann
- Britten-Norman Islander
- Brügger MB-2 'Colibrí'
- Cessna 172
- De Havilland DH82 Tiger Moth
- Douglas C-47 Dakota
- Dornier Do 27
- Fairchild 24R Argus
- Fairey Tippsy Nipper T66 MkII
- Hispano Aviación HA-200 Saeta
- Hispano Aviación HA-220 Super Saeta
- Lockheed T-33A
- Macchi MB-308
- McDonnell Douglas F-4 Phantom II
- Mignet HM-14 Pou du Ciel
- Monocoque Hedilla II (rèplica)
- North American F-86 Sabre
- North American T-6 Texan
- Piper PA-18 Cub
- Polikarpov I-15 Chato (rèplica ¾)
- Polikarpov I-153 Chaika
- SIAT S223 Flamingo
- Scheibe Mü 13E Bergfalke
- Stinson Voyager
- Zlin Z326 MF Trener-Master
- Zlin Z526 Akrobat